# Hürlimann
 (avril 2014).
Si vous disposez d'ouvrages ou d'articles de référence ou si vous connaissez des sites web de qualité traitant du thème abordé ici, merci de compléter l'article en donnant les références utiles à sa vérifiabilité et en les liant à la section « Notes et références ».
Pour les articles homonymes, voir Hürlimann (homonymie).

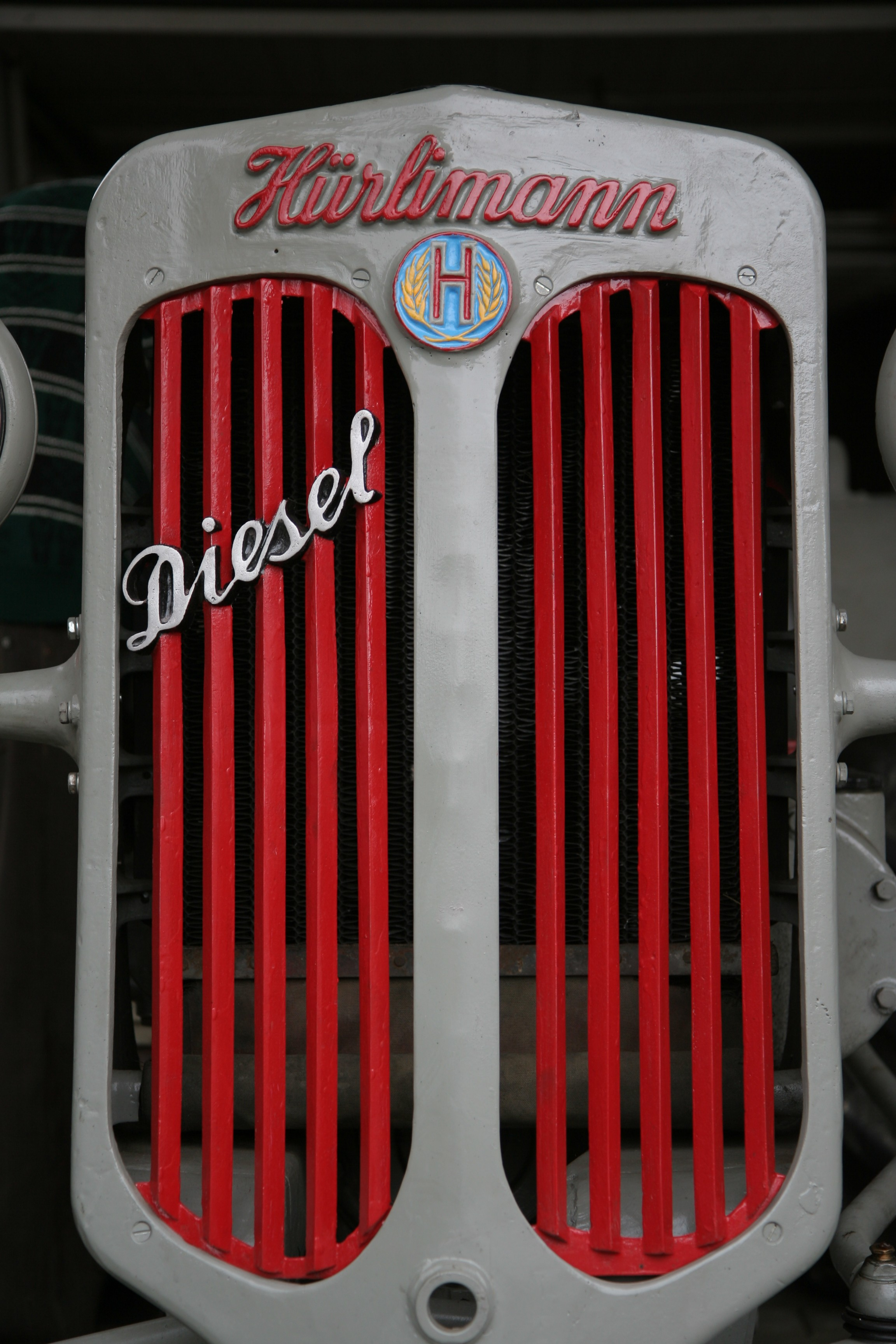
Calandre Hürlimann.

La société Hürlimann est un fabricant de tracteur agricole créée en Suisse en 1929 à Wil dans le canton de Saint-Gall par Hans Hürlimann, un jeune paysan passionné de mécanique. Actuellement la société fait partie du groupe italien SAME Deutz-Fahr (SDF), le troisième plus important constructeur de machines agricoles au monde.

## Histoire
Hürlimann Tractors voit le jour en 1929 quand son fondateur ouvrit dans son village natal, un petit atelier de mécanique dans lequel il se lança dans la fabrication de son premier tracteur agricole, l'Hürlimann 1K8, équipé d'un moteur monocylindre Bernard R3 refroidi à l'eau. Ce moteur développait une puissance de 8 chevaux vapeur (ch) à 1 200 tours par minute. Il disposait d'une boîte de vitesses Maag à 3 rapports plus marche arrière. L'idée première de Hans Hürlimann était de construire une faucheuse mécanique pour répondre aux attentes des paysans suisses propriétaires de pâturages pentus et d'accès difficiles. Les ventes atteignirent 102 exemplaires, un nombre important pour l'époque en tenant compte que la production était entièrement manuelle et artisanale sans aucun outil industriel.
En 1930, il présente l'évolution Hürlimann 1K10, avec un moteur légèrement plus puissant, 10 ch. Il s'en vendra 367 exemplaires jusqu'en 1931. Ces deux tracteurs sont devenus des légendes en Suisse. Peu après, Hans Hürlimann lance un modèle beaucoup plus puissant avec un moteur de 18 CV, l'Hürlimann 4T18, qui sera le premier tracteur avec un moteur 4 cylindres produit par le constructeur et le premier d'une lignée de futurs modèles, lesquels formeront une véritable gamme.
En 1934, un nouveau modèle apparaît, l'Hürlimann 4KT40C, un tracteur disposant enfin d'une bonne puissance, équipé d'un moteur Diesel Zürcher de 3.780 cm3 de cylindrée développant 40 CV avec une boîte à 3 vitesses. À partir de cette même année, tous les tracteurs de la marque purent être transformés pour fonctionner avec un gazogène rendu indispensable à cause de la pénurie de produits combustibles traditionnels en raison des restrictions imposées par l'armée qui se préparait à la guerre. Ces restrictions se sont fortement accentuées quand éclata le conflit en 1939.
En 1935, Hürlimann produit son premier tracteur industriel et lance en 1939 un nouveau modèle, l'Hürlimann D400, équipé d'un moteur Diesel 4 cylindres refroidi à l'eau de Type D100 développant 45 CV. Ce tracteur était disponible avec un toit rigide ou une cabine fixe et une boîte de vitesses à 5 rapports. Il pouvait atteindre la vitesse maxi de 35 km/h.
En 1946, le constructeur suisse lance un nouveau modèle, l'Hürlimann D100 équipé pour la première fois de son histoire d'un moteur Diesel produit en interne et développé par l'ingénieur chef Liengme. C'est un moteur 4 cylindres d'une cylindrée de 4.019 cm3 développant une puissance de 45 CV avec un refroidissement à l'eau. Ce moteur s'avèrera particulièrement économe en carburant et d'un entretien aisé.
En 1948, le petit Hürlimann D50 est dévoilé, avec un moteur bicylindre diesel de 28 CV.
En 1949, l'Hürlimann H12 apparaît équipé d'un moteur à explosion de 32 CV qui pouvait fonctionner indifféremment à l'essence ou au pétrole.
Tous les modèles de la marque des années 1940 présentaient une esthétique particulièrement soignée et appréciée en Suisse. Ils étaient surnommés la Rolls-Royce des tracteurs par les clients suisses.

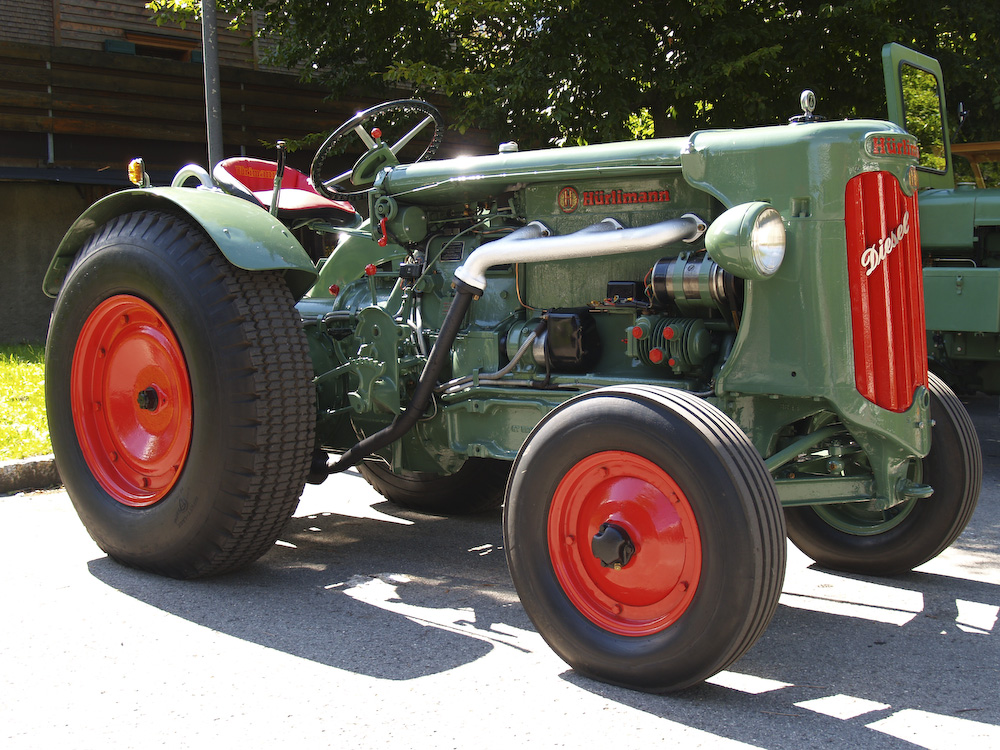
Un Hürlimann H12 de 1949.

En 1957, la marque lance le tout nouveau Hürlimann D70 équipé d'une toute nouvelle génération de moteurs Diesel : des moteurs 4 cylindres refroidis à l'eau avec un arbre moteur reposant sur 5 paliers. En même temps que le D70, la marque lance les Hürlimann D65 et D90, reprenant tous trois la même carrosserie mais avec comme seule différence les rapports de boîte et la prise de force.
Pendant ces années, Hans Hürlimann avait un collaborateur fidèle en la personne d'un certain Köpfli qui, à partir de 1949, se mit à son compte pour produire également des tracteurs agricoles.
À partir de 1965, Hürlimann se spécialise dans les tracteurs à 4 roues motrices comme  l'Hürlimann D130 A de 3.300 kg équipé d'un moteur diesel 4 cylindres refroidi à l'eau avec une boîte de vitesses à 12 rapports plus 6 marches arrière.
En 1969, la marque lance l'Hürlimann D95 L. ce modèle reprenait l'ancien D90 mais avec un nouveau moteur diesel à injection directe, un 4 cylindres refroidi à l'eau. Il sera également proposé une version à 4 roues motrices.
Mais déjà à partir de 1965, les ventes de tracteurs Hürlimann connaissent une forte baisse au point que l'entreprise risque à tout moment la mise en faillite comme cela fut le cas pour beaucoup de constructeurs dans les pays d'Europe occidentale. La situation s'aggrave avec le décès de son fondateur Hans Hürlimann. Les conditions particulières du constructeur, connu sur le seul marché suisse, lui permet de poursuivre une activité très réduite et la nouvelle direction de l'entreprise décide d'importer et de distribuer dans son réseau, les tracteurs agricoles de l'italien Lamborghini Trattori.
Le salut de l'usine de Wil viendra du groupe italien SAME qui, après avoir racheté en 1977 son compatriote Lamborghini reprendra l'ensemble de la société suisse pour l'intégrer dans son groupe. Les tracteurs Hürlimann sont désormais les copies des modèles SAME et Lamborghini avec comme unique différence, la couleur de la carrosserie, vert olive, la couleur traditionnelle de la marque suisse.
Actuellement, Hürlimann reste une marque active sur le marché suisse et fait toujours partie du groupe italien SAME qui, après le rachat du groupe allemand Deutz-Fahr, a changé de raison sociale en SAME Deutz-Fahr Group qui regroupe les marques SAME, Deutz-Fahr, Lamborghini, Hürlimann et Grégoire. Les modèles Hürlimann sont toujours les copies des modèles Lamborghini mais la couleur a changé pour un gris métallisé du plus bel effet.
Actuellement, le groupe constitué par SAME est le 3e producteur mondial de tracteurs agricoles derrière la filiale de l'italien Fiat Industrial, CNH Global et l'américain John Deere.

## Les anciens modèles

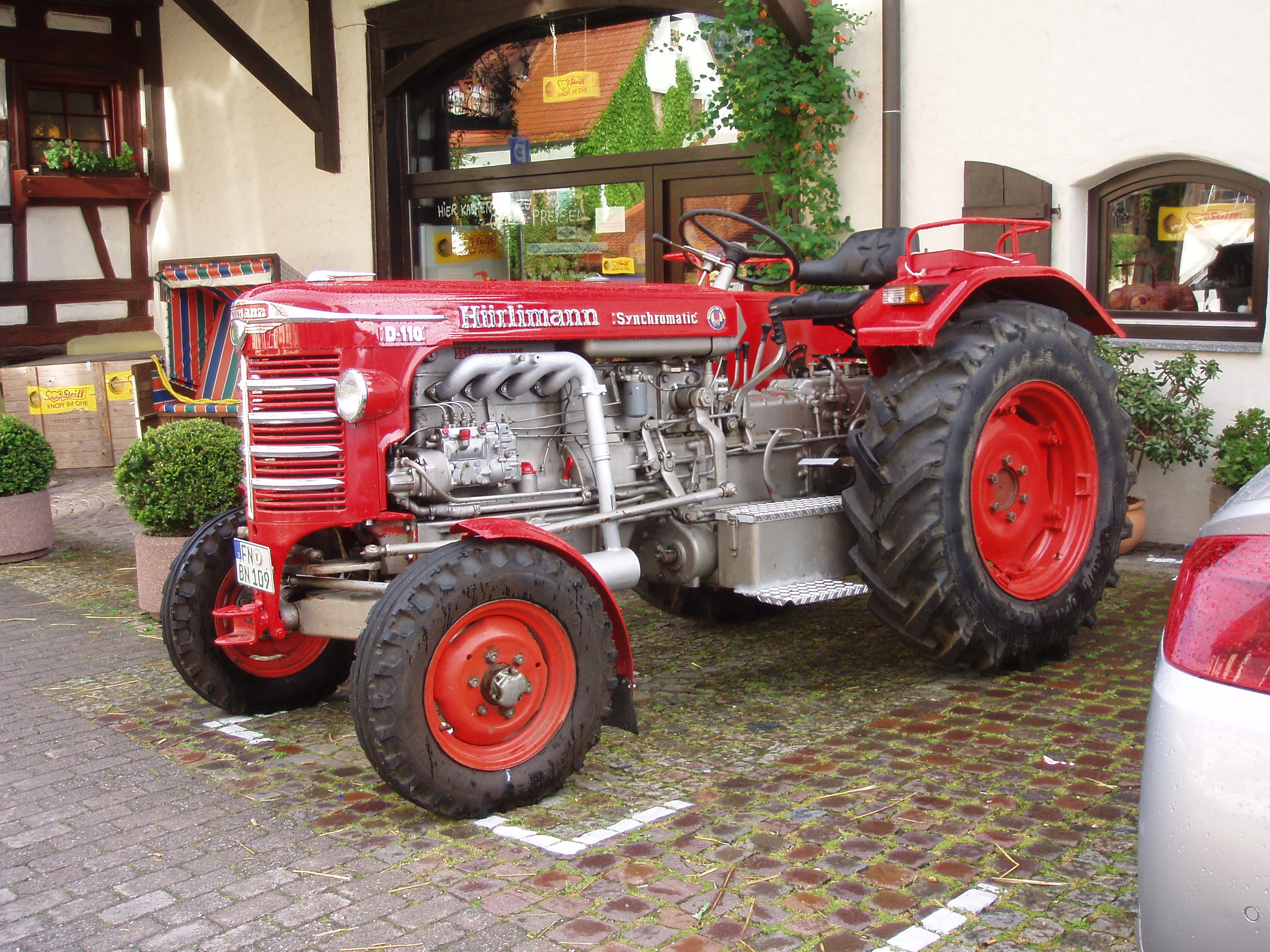
Hürlimann D-110.

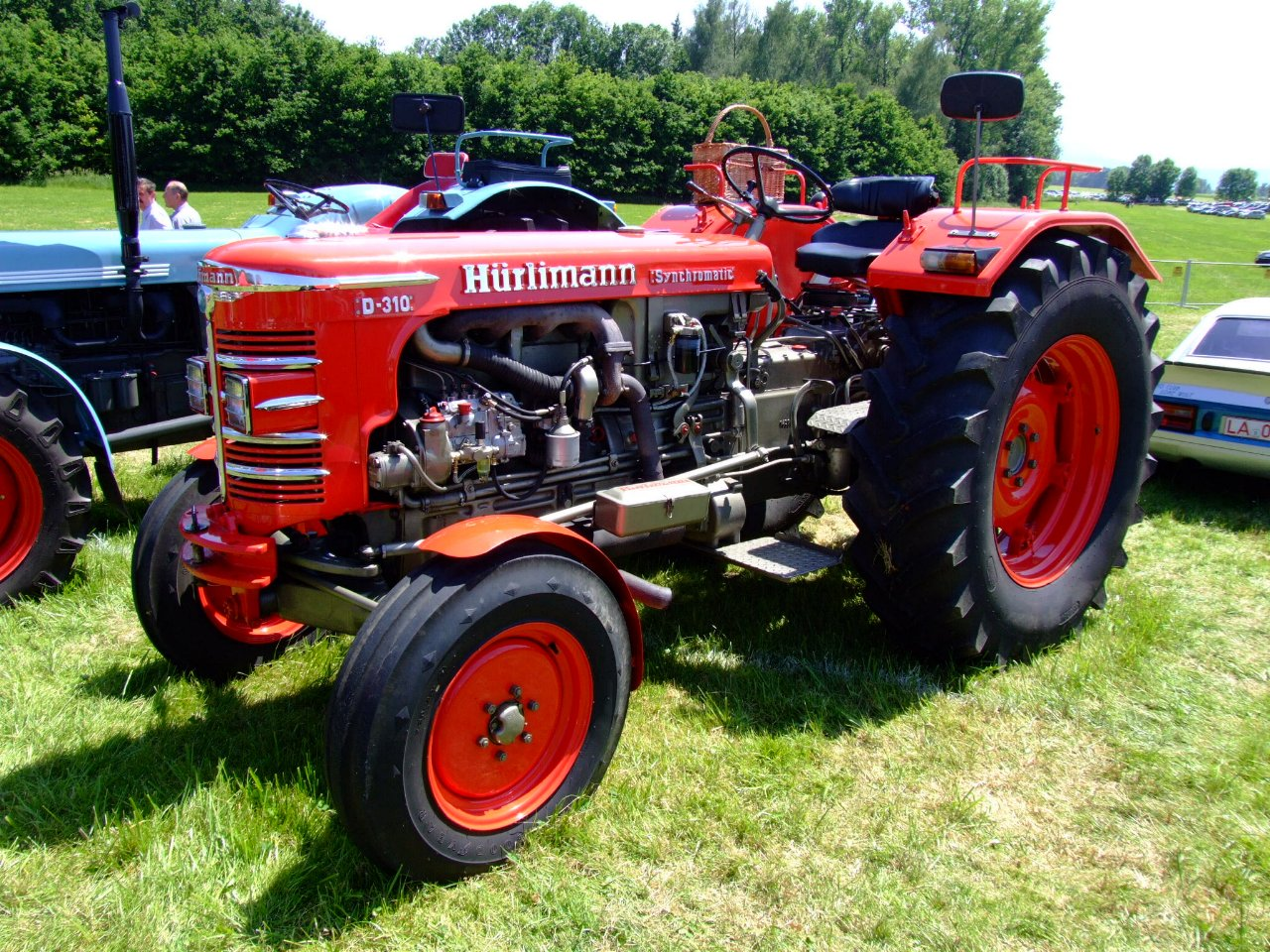
Hürlimann D310.

- 1K8 (1929)
- 1K10 (1930)
- 4T18 (1931-33)
- 4KT40 C (1934)
- D400 (1939)
- D100 - D200 (1946)
- D50 (1948)
- H12 (1949)
- D80 (1954)
- D60 - D65 - D70 - D90 (1957-1958)
- D70 SSP (1958)
- D130 A (1965)
- D95 L (1969)
- H36
- H 6115
- H6160 (Années 80)
- H6170 T (Années 90)

## Galerie d'images

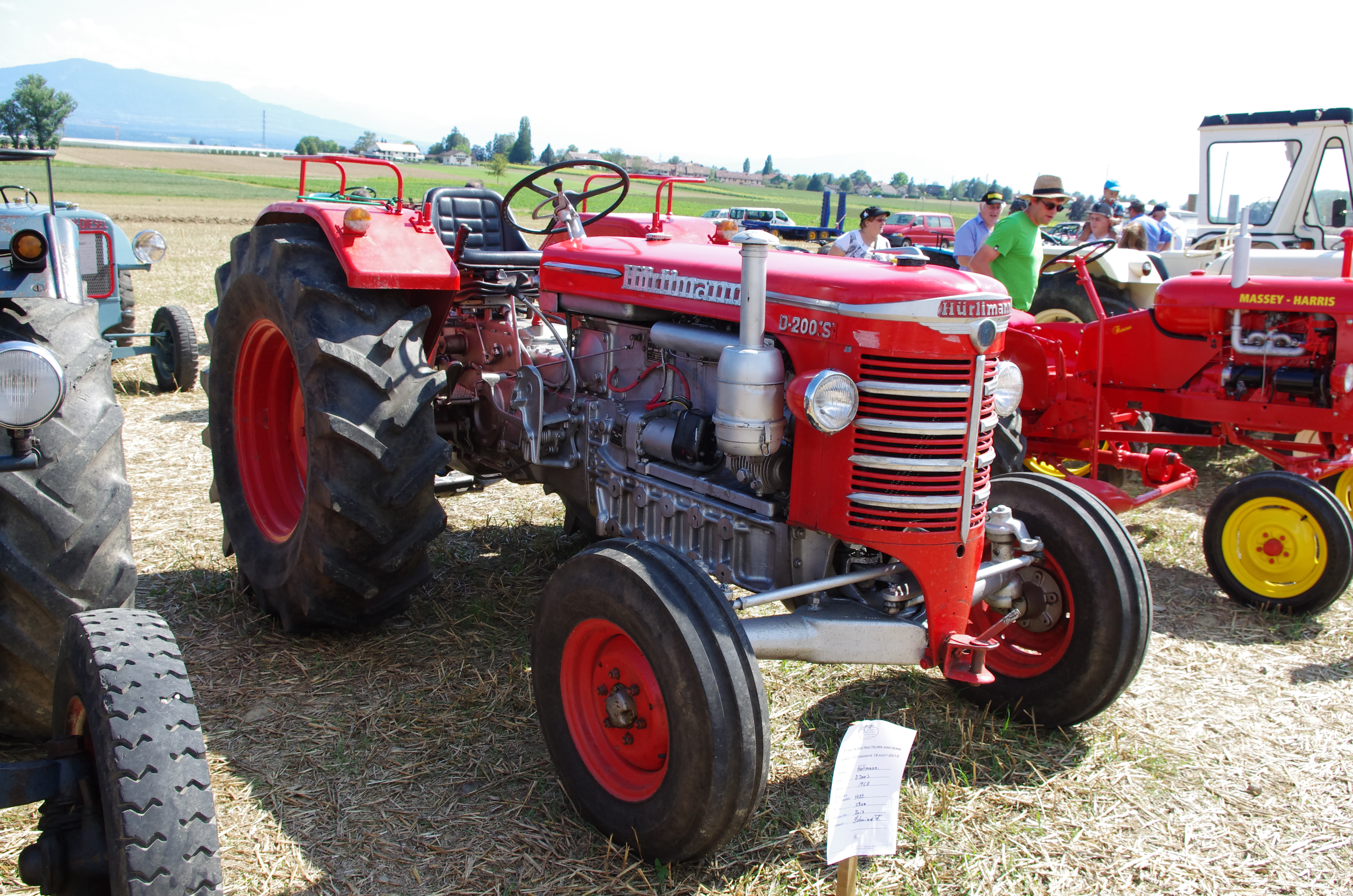
D200S.
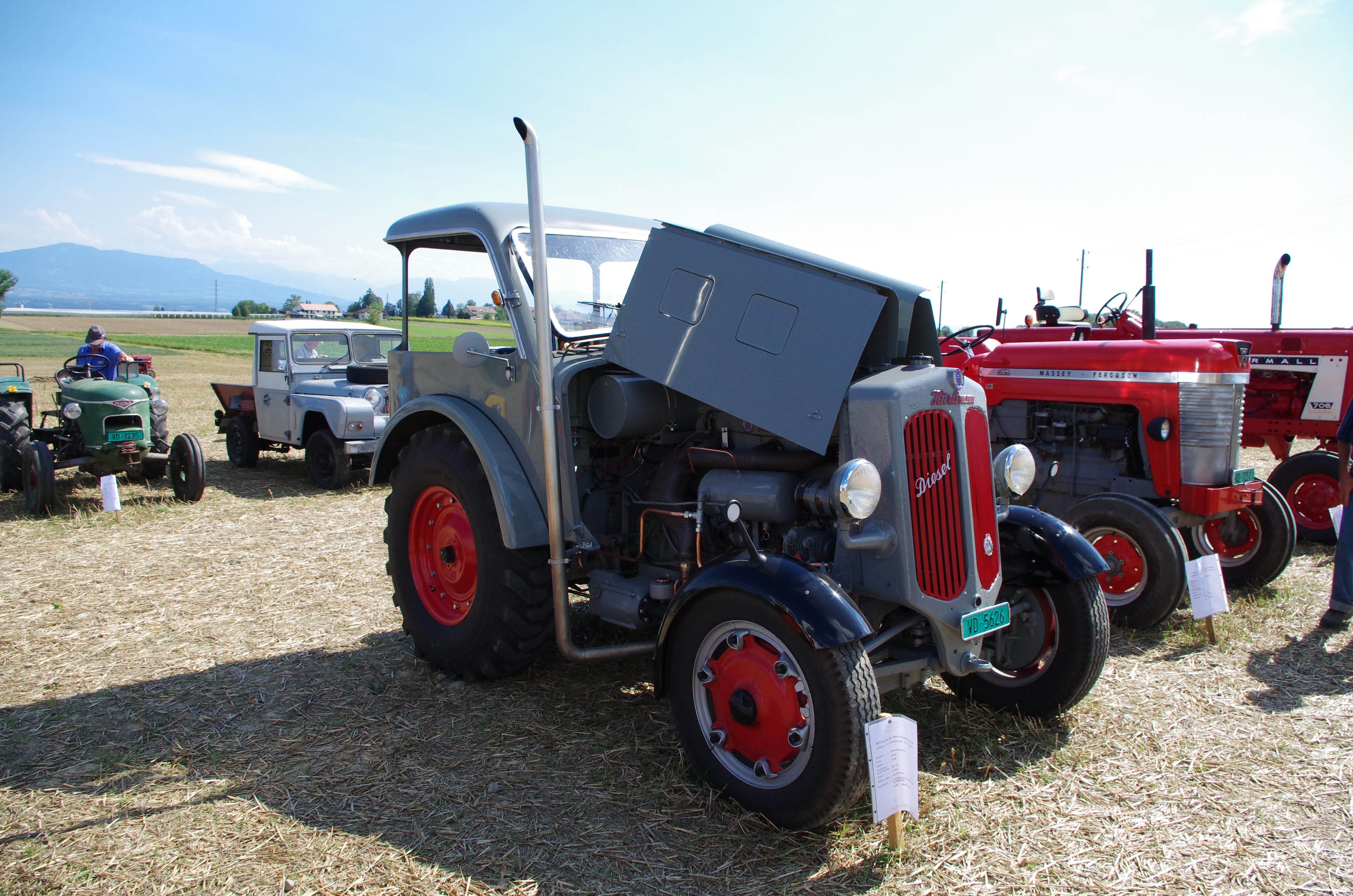
D500.
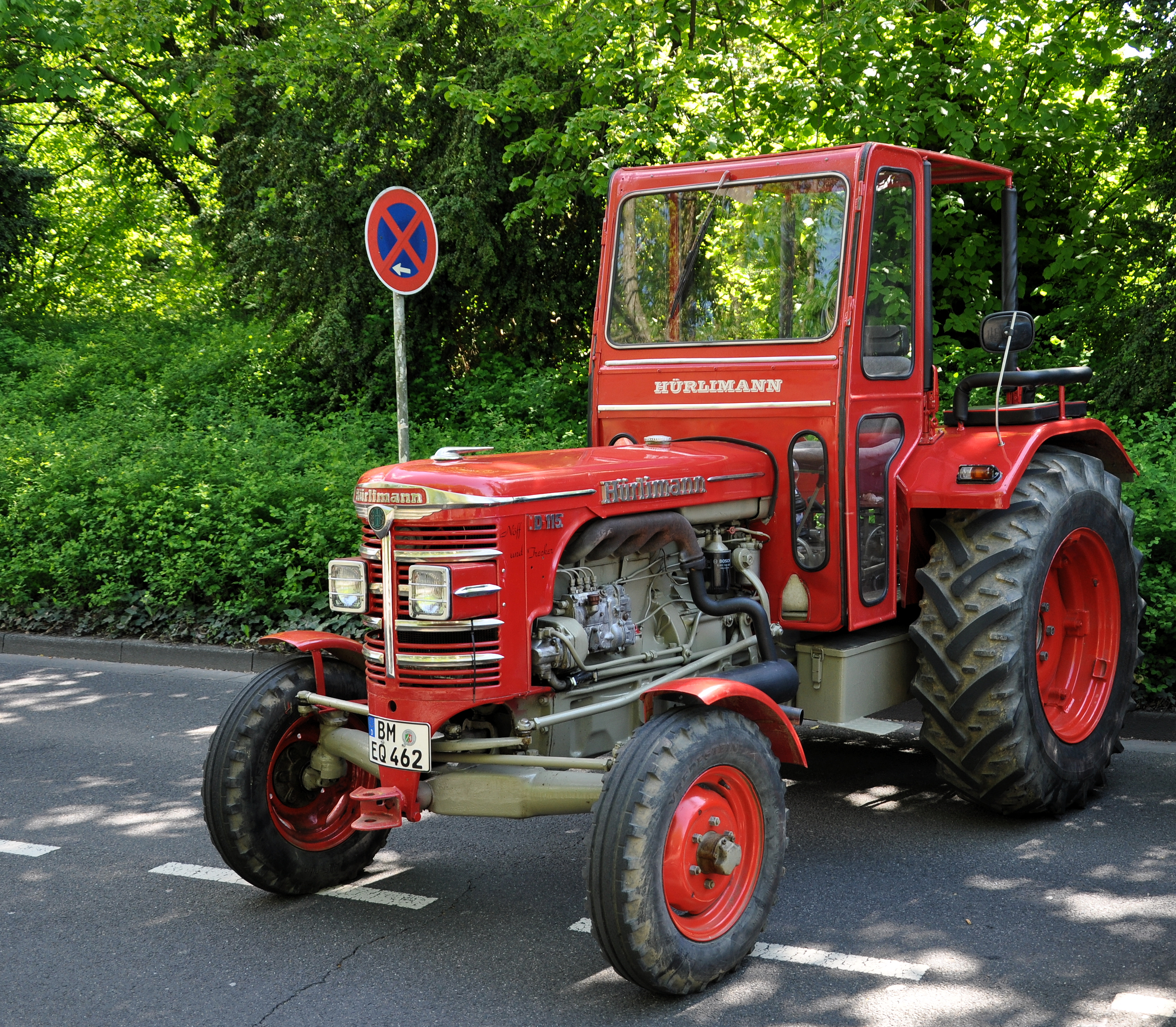
Liblar.
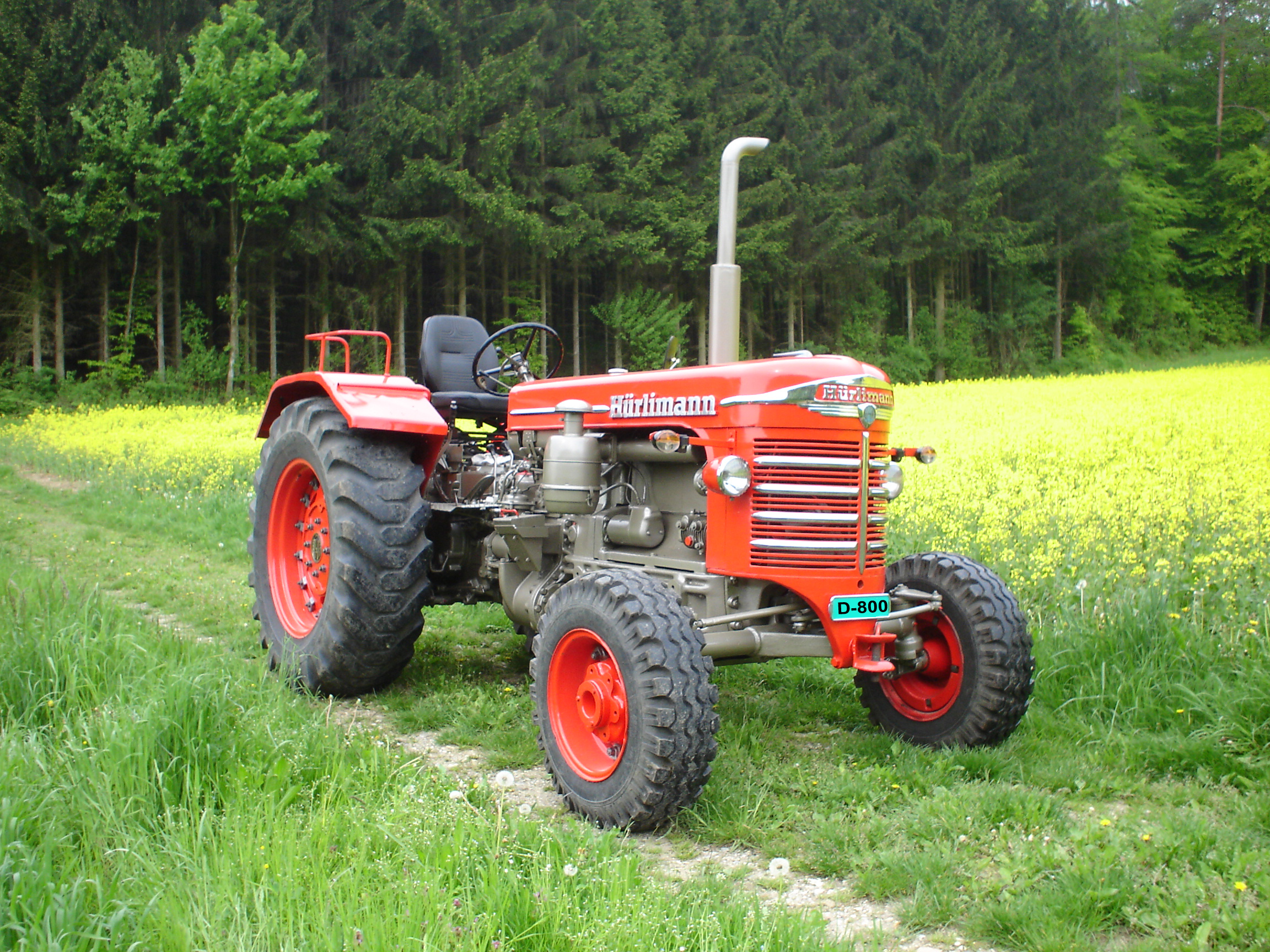
D-800.
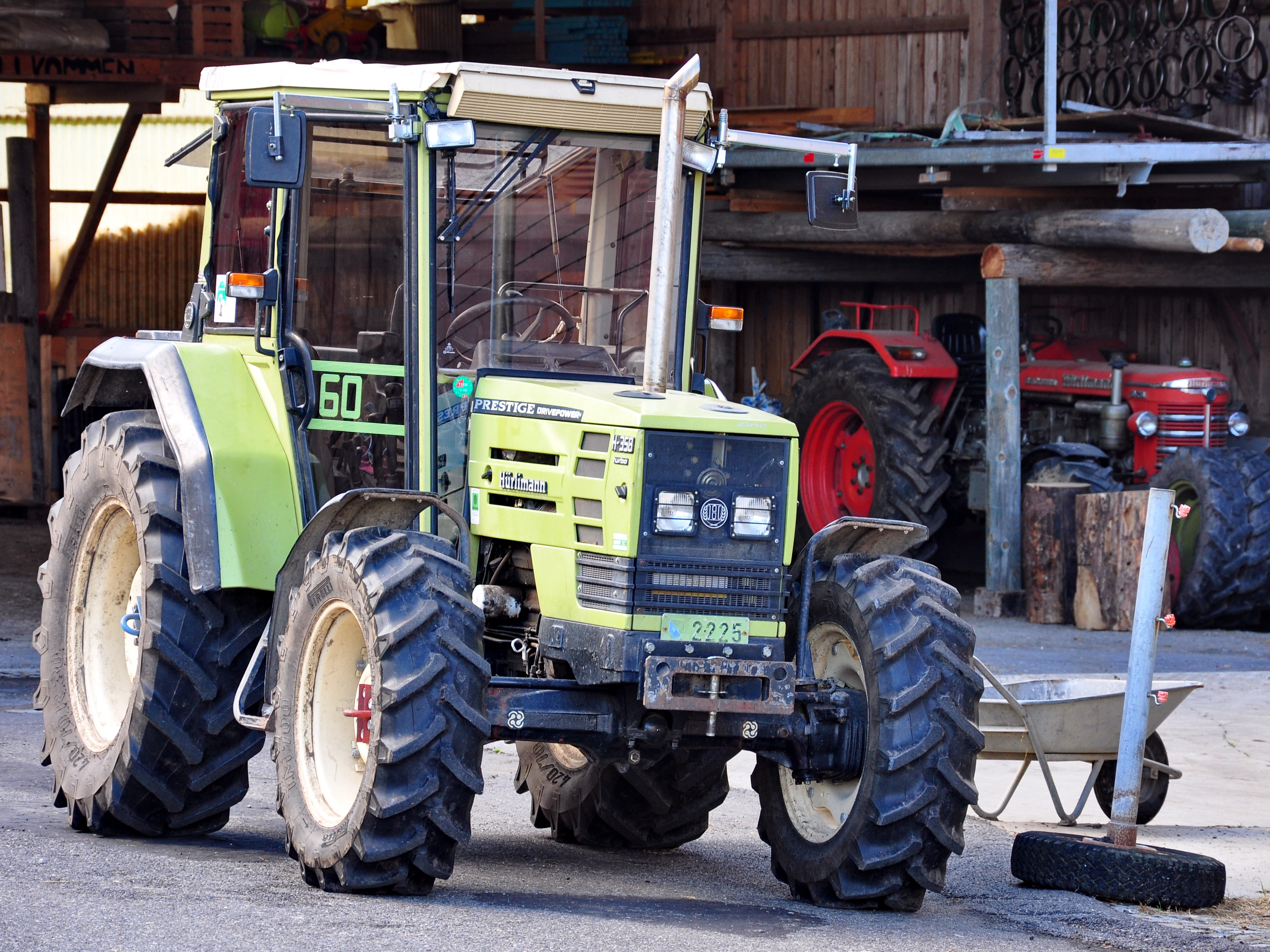
H 358.
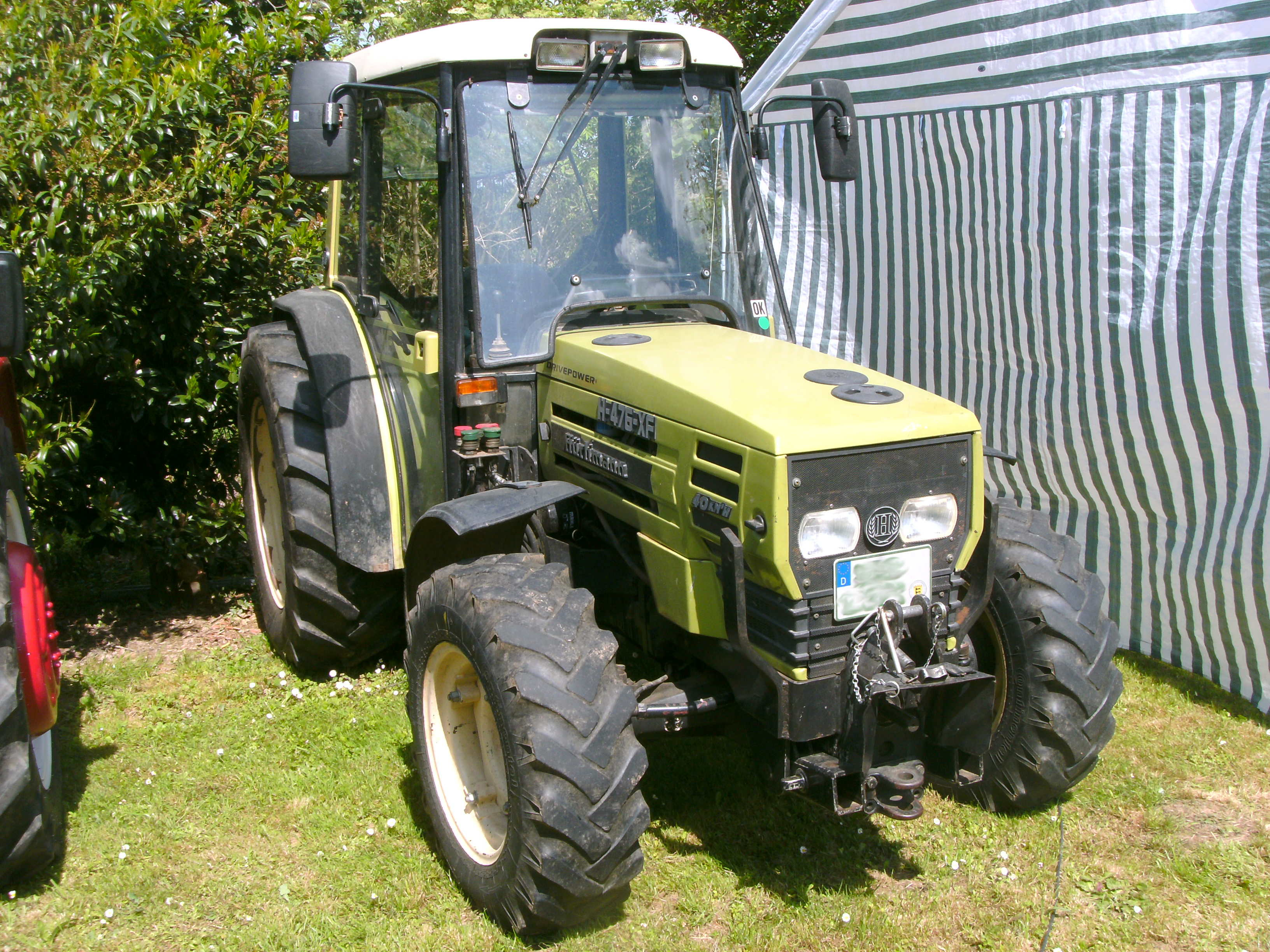
H-476-XF.
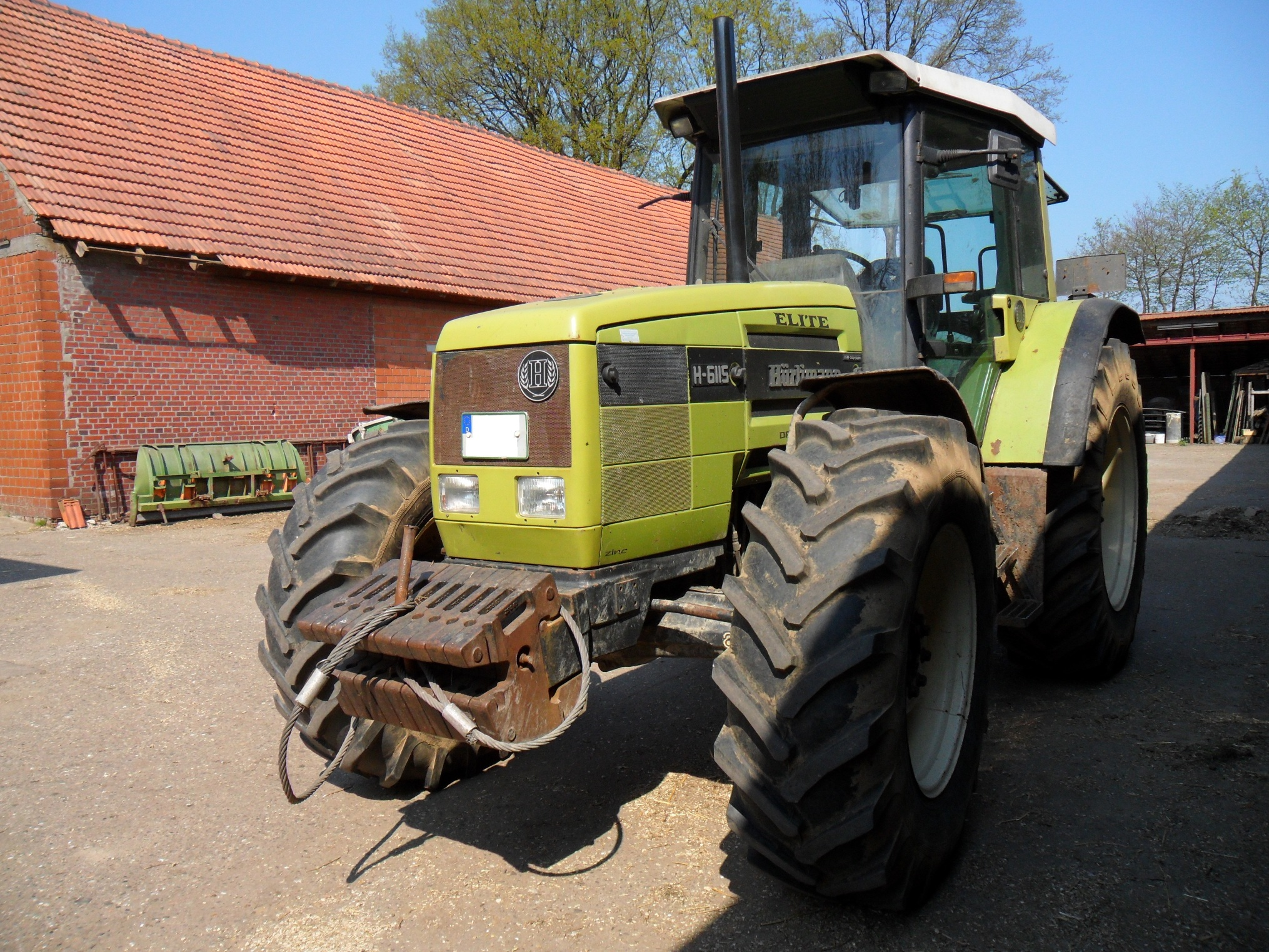
H 6115.
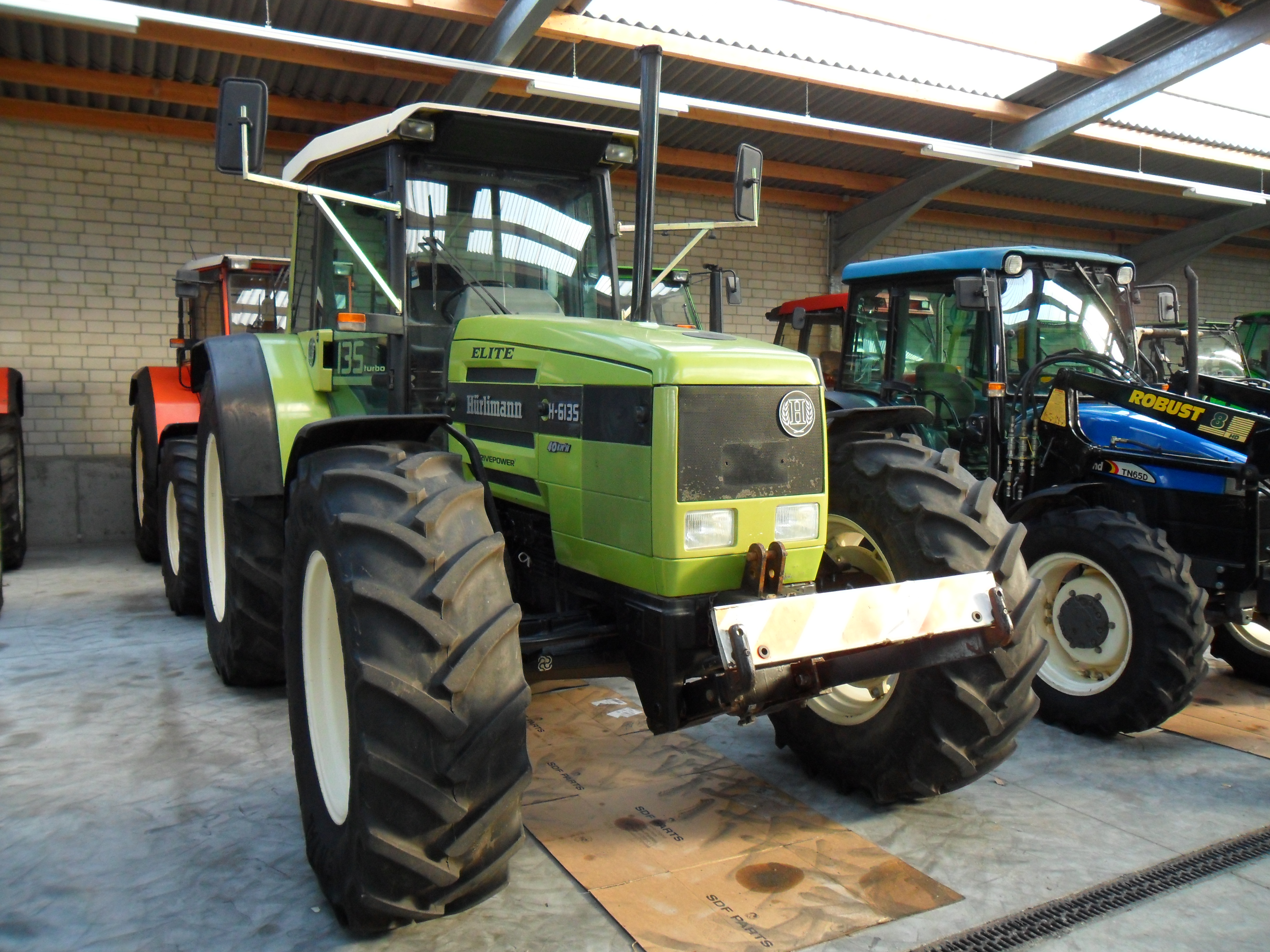
H-6135 XB Elite.
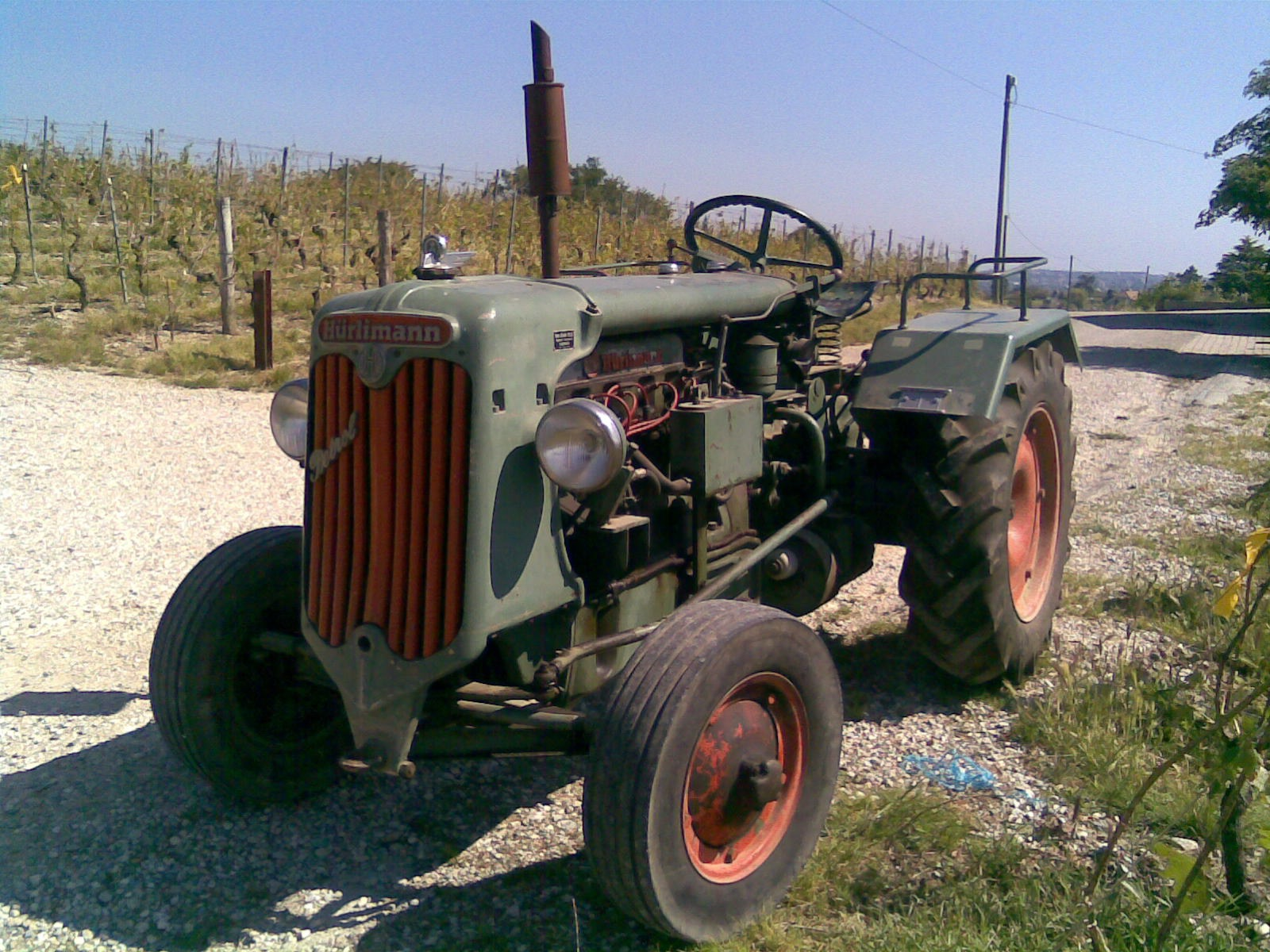
Hürlimann H112

## La gamme actuelle
- Prince
- XE Tradition
- XA - XA Tradition
- XB T - XB TB
- XB Max - XB Tradition
- XT 95/105/110
- XM 100/110/120
- XL 130/140/160/175/185
- XF
- XE F Tradition
- XS
- Chargeurs frontaux

## Galerie d'images

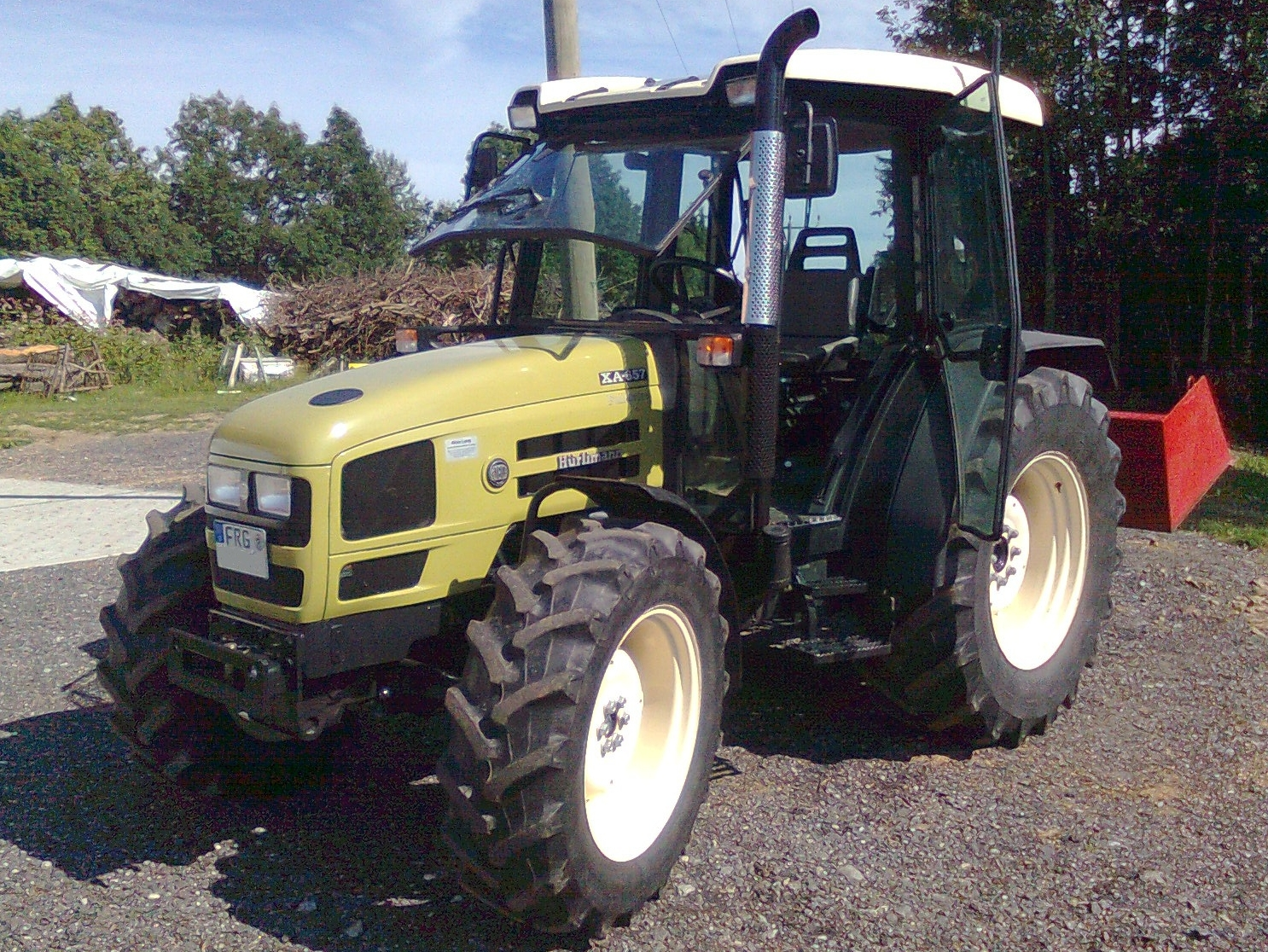
XA 657.
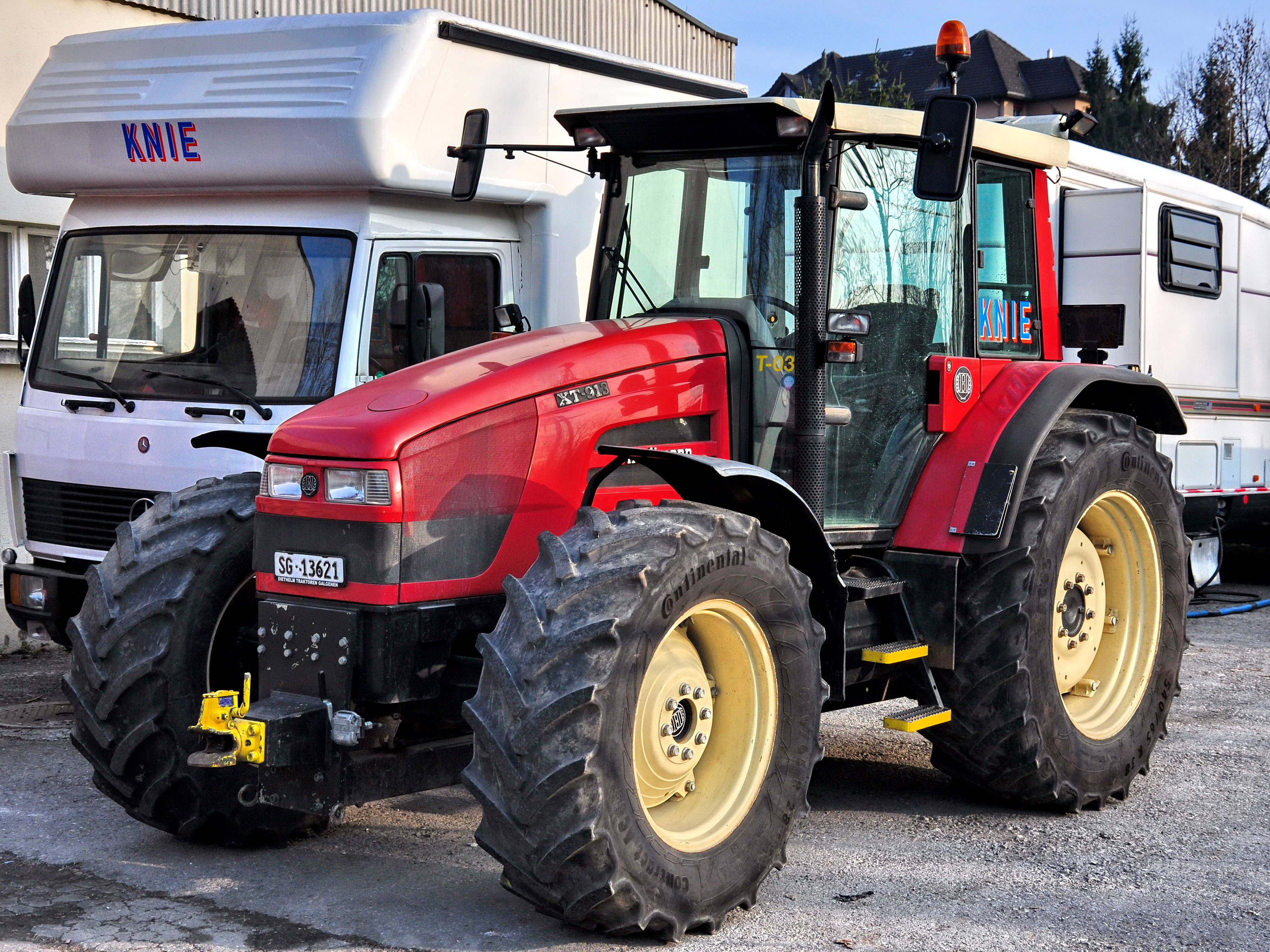
XT-913 du Cirque Knie.